# قيادة القوات الخاصة التركية
قيادة القوات الخاصة (بالتركية: Özel Kuvvetler Komutanlığı — OKK)‏ تأسست عام 1992 تحت هيئة الأركان العامة. وفقًا لقواعد اللباس في القوات المسلحة التركية، يستخدمون القبعات المارونية. وهي مجموعة من القوات المسلحة التركية، تتكون من جنود النخبة من مختلف الطبقات والرتب، يخضعون لتدريب رفيع المستوى يُمكنهم من الخدمة في جميع التضاريس والظروف المناخية للقضاء على التهديدات الداخلية والخارجية. وتتمثل مهمتهم في تنفيذ عمليات خاصة تتجاوز قدرات الوحدات العسكرية الأخرى. يمكن اعتبار القوات الخاصة بمثابة النظير التركي للقوات الخاصة للجيش الأمريكي (القبعات الخضراء).

## التاريخ

### دورها في محاولة الانقلاب في تركيا 2016
من الشخصيات الرئيسية في الانقلاب العميد سميح ترزي، الذي كان نائب قائد القوات الخاصة في ذلك الوقت وأعلى قائد ميداني خلال محاولة الانقلاب. قاد فريقًا من حوالي 40 من عناصر القوات الخاصة في محاولة لتأمين مقر القوات الخاصة وتنظيم الهجمات ضد الوكالات الحكومية والبرلمان. انتهت المحاولة بالفشل ، عندما قام الرقيب أول عمر خالص دمير، وهو ضابط صف في قيادة القوات الخاصة للجيش التركي (OKK)، بإطلاق النار على سميح ترزي وقتله، مما أدى إلى إحباط وتعطيل القيادة والسيطرة على المتمردين.